# Gennaro Sangiuliano
Pour les articles homonymes, voir Sangiuliano.
Gennaro Sangiuliano, né le 6 juin 1962 à Naples, est un journaliste, essayiste et homme politique italien, ministre de la Culture dans le gouvernement Meloni, du 22 octobre 2022 au 6 septembre 2024.

## Biographie

### Jeunesse et formation
Gennaro Sangiuliano naît en 1962 à Naples.
Il fréquente le lycée classique A. Pansini de Naples, puis obtient un diplôme de droit à l'université de Naples - Frédéric-II. 
Il milite au Front de la Jeunesse, organisation de jeunesse du Mouvement social italien (MSI). Il est conseiller de district du parti d'extrême droite pour l’arrondissement napolitain de Soccavo.
Il est également titulaire d'un doctorat en droit et économie à Naples, d'un master en droit privé européen à Luiss où il a Giuseppe Conte comme professeur, et d'un diplôme de l'Istituto alti studi per la difesa.

### Journalisme
Il entame une carrière de journaliste. Il écrit pour le quotidien néoconservateur Foglio, mais également dans l'hebdomadaire de gauche L'Espresso et pour le quotidien économique Il Sole 24 Ore.
En 2001, il est directeur de Il Roma et directeur adjoint du journal libéral Libero.
Lors des élections de 2001, il est candidat à la Chambre des députés sur la liste Maison des libertés dans la circonscription de Chiaia-Vomero-Pausilippe, mais n'est pas élu.
Il rejoint la Rai en 2003 en tant que correspondant pour TGR, Gennaro Sangiuliano devient rédacteur en chef, puis passe à TG1. Il a été correspondant en Bosnie, au Kosovo et en Afghanistan,.
En 2009,Gennaro Sangiuliano est nommé directeur adjoint de TG1 pendant la présidence d'Augusto Minzolini. Pendant cette période, Gennaro Sangiuliano est le directeur des rapports sur la maison de Monte Carlo dans lesquels Gianfranco Fini, qui est alors en rupture avec la direction du PDL, est longuement interrogé[pas clair].
Il a également dirigé l'École de journalisme de l'Université de Salerne et a été professeur d'histoire économique à Luiss.
Il est l'auteur de 18 livres, notamment des biographies de personnalités politiques internationales comme Giuseppe Prezzolini (2008), Vladimir Poutine (2015), Hillary Clinton (2016), Donald Trump (2017), Xi Jinping (2019), et Ronald Reagan (2021).

### Direction de TG2 à la Rai
Le 31 octobre 2018, il est nommé par le conseil d'administration de la Rai, sur proposition de l'administrateur délégué Fabrizio Salini, en tant que nouveau directeur de TG2, succédant à Ida Colucci. En 2021 il est reconduit dans son poste de directeur. 
Il donne au journal une ligne plus souverainiste, surtout à partir de 2020.
Au printemps 2022, il apporte son soutien public aux Frères d'Italie et signe le programme gouvernemental du parti post-fasciste, ce qui crée une polémique du fait de ses fonctions publiques.
Il quitte ses fonctions le 21 octobre 2022 après sa nomination comme ministre.

### Ministre de la Culture
Le 21 octobre 2022, il est nommé ministre de la Culture dans le gouvernement Meloni. Selon l'universitaire Massimiliano Panarari, cette nomination est un gage aux franges réactionnaires de l'électorat des Frères d'Italie, pour « construire une hégémonie culturelle de droite ». À la suite d'un scandale politique impliquant la nomination de sa maîtresse comme consultante ministérielle, il démissionne le 6 septembre 2024.